# Ann Harding
Ann Harding (Fort Sam Houston, 7 de agosto de 1902 — Sherman Oaks, 1 de setembro de 1981) foi uma atriz estadunidense, com carreira no cinema, teatro, rádio e televisão. 

## Biografia
Ann era filha de militar e por isso vivia mudando de cidade, até que se estabeleceu em Nova York. Depois de se formar no colégio arranjou um emprego como leitora de roteiros.
Fez sua estreia na Broadway em 1921. Em 1929 estreou no cinema e em 1931 foi indicada ao Oscar por Holiday. Foi considerada uma das mais belas atrizes da época, devido a sua cintura fina e seus longos cabelos loiros.
Harding foi casada com o ator Harry Bannister e com Werner Janssen. Divorciou-se de ambos e teve uma filha com cada um deles.
Aposentou-se em 1962 e morreu em 1981, aos 80 anos de idade.

## Filmografia
- Strange Intruder (1956)
- The Man in the Gray Flannel Suit (1956)
- It's a Big Country (1951)
- The Unknown Man (1951)
- The Magnificent Yankee (1950)
- Two Weeks with Love (1950)
- Christmas Eve (1947)
- It Happened on Fifth Avenue (1947)
- Janie Gets Married (1946)
- Those Endearing Young Charms (1945)
- Janie (1944)
- Nine Girls (1944)
- The North Star (1943)
- Mission to Moscow (1943)
- Eyes in the Night (1942)
- Love from a Stranger (1937)
- The Witness Chair (1936)
- The Lady Consents (1936)
- Peter Ibbetson (1935)
- The Flame Within (1935)
- Enchanted April (1935)
- Biography of a Bachelor Girl (1935)
- The Fountain (1934)
- The Life of Vergie Winters (1934)
- Gallant Lady (1933)
- The Right to Romance (1933)
- Double Harness (1933)
- When Ladies Meet (1933)
- The Animal Kingdom (1932)
- The Conquerors (1932)
- Westward Passage (1932)
- Prestige (1932)
- Devotion (1931)
- East Lynne (1931)
- The Girl of the Golden West (1930)
- Holiday (1930)
- Condemned (1929)
- Her Private Affair (1929)
- Paris Bound (1929)